# Segunda Batalla de Maturín
La Segunda Batalla de Maturín fue un enfrentamiento militar producido el 11 de abril de 1813 en el contexto de la guerra de Independencia de Venezuela entre la guarnición republicana de la ciudad y una fuerza atacante leal al Imperio español. La batalla terminó en la victoria de los primeros.
Veinte días después del primer combate, Lorenzo de la Hoz, gobernador de Cumaná, con apoyo del teniente coronel Remigio Bobadilla, unidos a 1600 hombres atacan a Maturín. El joven general en jefe Manuel Piar con apenas 500 soldados, rechazó nuevamente las pretensiones de los realistas de apoderarse de la ciudad , saliendo con grandes pérdidas en armas y soldados. Allí se dejaron las huellas plasmadas de los trazos revolucionarios  volviendo a enaltecer los paradigmas de la libertad, y hacer brillar el Oriente de Venezuela desde Maturín, que lo aclama y lo identifica en el contexto de la ciudad, “Resistir con Valor”, porque los jefes militares lograron organizar batallones dirigidos a objetivos específicos, soldados fusileros y pertrechados de municiones, obtenidas de la primera refriega.